# Levhart etiopský
Levhart etiopský či levhart abyssinianský (Panthera pardus adusta) je forma levharta skvrnitého. Zvíře popsal v roce 1927 Reginald Innes Pocock s tím, že jde o nový poddruh levharta skvrnitého. Následně byl více než 60 let považován za jednu z asi 20-30 subspecií levharta skvrnitého. Po redukci počtu poddruhů na základě genetických analýz na současných cca 9 (není ještě ustáleno) je brán jako regionální forma poddruhu levhart africký a není taxonomicky vydělován. Jméno je někdy uváděno jako synonymum pro levharta afrického v oblasti Etiopie.